# Volejbal na Letních olympijských hrách 1976

## Turnaj mužů
| Zlato   | Polsko (POL)        |
| Stříbro | Sovětský svaz (URS) |
| Bronz   | Kuba (CUB)          |

Turnaj se odehrál v rámci XXI. olympijských her ve dnech 18. – 30. července 1976 v Montrealu.
Turnaje se zúčastnilo 9 mužstev, rozdělených do dvou skupin. První dvě mužstva postoupila do play off, týmy na třetím a čtvrtém místě hrály o páté až osmé místo. Olympijským vítězem se stalo mužstvo Polska.

### Skupina A
|    |        | POL | CUB | TCH | KOR | CAN | V | P | Skóre | B |
| 1. | Polsko | *** | 3:2 | 3:1 | 3:2 | 3:0 | 4 | 0 | 12:5  | 8 |
| 2. | Kuba   | 2:3 | *** | 3:1 | 3:0 | 3:0 | 3 | 1 | 11:4  | 7 |
| 3. | ČSSR   | 1:3 | 1:3 | *** | 3:1 | 3:0 | 2 | 2 | 8:7   | 6 |
| 4. | Korea  | 2:3 | 0:3 | 1:3 | *** | 3:0 | 1 | 3 | 6:9   | 5 |
| 5. | Kanada | 0:3 | 0:3 | 0:3 | 0:3 | *** | 0 | 4 | 0:12  | 4 |

 Československo -  Kanada 3:0 (15:4, 16:14, 15:11)
18. července 1976 (13:00) – Montreal
 Polsko -  Korejská republika 3:2 (12:15, 6:15, 15:6, 15:6, 15:5)
18. července 1976 (15:00) – Montreal
 Polsko -  Kanada 3:0 (15:4, 15:7, 15:6)
19. července 1976 (13:00) – Montreal
 Kuba -  Československo 3:1 (15:6, 10:15, 15:5, 15:6)
19. července 1976 (21:00) – Montreal
 Polsko -  Kuba 3:2 (13:15, 10:15, 15:6, 15:9, 20:18)
21. července 1976 (13:00) – Montreal
 Korejská republika -  Kanada 3:0 (15:7, 15:5, 15:8)
21. července 1976 – Montreal
 Kuba -  Korejská republika 3:0 (15:4, 15:5, 15:6)
23. července 1976 (13:00) – Montreal
 Polsko -  Československo 3:1 (8:15, 15:11, 15:5, 16:14)
23. července 1976 (21:30) – Montreal
 Československo -  Korejská republika 3:1 (15:9, 15:9, 16:18, 15:5)
25. července 1976 (13:00) – Montreal
 Kuba -  Kanada 3:0 (15:10, 15:9, 15:3)
25. července 1976 (15:00) – Montreal

### Skupina B
|    |          | URS | JPN | BRA | ITA | V | P | Skóre | B |
| 1. | SSSR     | *** | 3:0 | 3:0 | 3:0 | 3 | 0 | 9:0   | 6 |
| 2. | Japonsko | 0:3 | *** | 3:0 | 3:0 | 2 | 1 | 6:3   | 5 |
| 3. | Brazílie | 0:3 | 0:3 | *** | 3:2 | 1 | 2 | 3:8   | 4 |
| 4. | Itálie   | 0:3 | 0:3 | 2:3 | *** | 0 | 3 | 2:9   | 3 |

 SSSR -  Itálie 3:0 (15:6, 15:3, 15:6)
18. července 1976 (19:30) – Montreal
 SSSR -  Brazílie 3:0 (15:7, 15:11, 15:2)
20. července 1976 (13:00) – Montreal
 Japonsko -  Itálie 3:0 (15:6, 15:2, 15:6)
20. července 1976 (21:30) – Montreal
 Japonsko -  Brazílie 3:0 (15:13, 15:8, 15:9)
22. července 1976 (13:00) – Mnichov
 Brazílie -  Itálie 3:2 (15:8, 12:15, 11:15, 15:6, 15:8)
24. července 1976(21:30) – Montreal
 SSSR -  Japonsko 3:0 (15:9, 15:10, 15:9)
25. července 1976 (21:30) – Montreal

### Semifinále
SSSR -  Kuba 3:0 (15:12, 15:7, 15:8)
29. července 1976 (19:30) – Montreal
 Polsko -  Japonsko 3:2 (15:17, 15:6, 15:6, 10:15, 15:10)
29. července 1976 (21:30) – Montreal

### Finále
Polsko -  SSSR 3:2 (11:15, 15:13, 13:15, 19:17, 15:7)
30. července 1976 (21:30) – Montreal

### O 3. místo
Kuba -  Japonsko 3:0 (15:8, 15:9, 15:8)
30. července 1976 (19:30) – Montreal

### O 5. - 8. místo
Korejská republika -  Brazílie 3:2 (15:12, 12:15, 7:15, 15:6, 15:5)
26. července 1976 (19:30) – Montreal
 Československo -  Itálie 3:0 (15:7, 15:8, 15:7)
26. července 1976 (21:30) – Montreal

### O 5. místo
Československo -  Korejská republika 3:1 (15:9, 10:15, 15:2, 15:9)
27. července 1976 (20:20) – Montreal

### O 7. místo
Brazílie -  Itálie 3:0 (15:8, 15:6, 15:8)
27. července 1976 (18:30) – Montreal

### Soupisky
1.  Polsko
| - Bronisław Bebel - Ryszard Bosek - Wiesław Gawłowski - Marek Karbarz | - Lech Łasko - Zbigniew Lubiejewski - Mirosław Rybaczewski - Włodzimierz Sadalski | - Edward Skorek - Włodzimierz Stefański - Tomasz Wójtowicz - Zbigniew Zarzycki |

2.  SSSR
| - Vladimir Černyšov - Jefim Čulak - Vladimir Dorochov - Alexandr Jermilov | - Vladimir Kondra - Oleh Molyboha - Anatolij Poliščuk - Alexandr Savin | - Pāvels Seļivanovs - Jurij Starunskij - Vladimir Ulanov - Vjačeslav Zajcev |

3.  Kuba
| - Alfredo Figueredo - Víctor García - Diego Lapera - Leonel Marshall Steward | - Ernesto Martínez - Lorenzo Martínez - Jorge Pérez - Antonio Rodríguez | - Carlos Salas - Victoriano Sarmientos - Jesús Savigne - Raúl Vilches |

5.  Československo
| - Vlastimír Lenert - Miroslav Nekola - Drahomír Koudelka - Pavel Řeřábek | - Milan Šlambor - Jaroslav Tomáš - Jozef Mikunda - Štefan Pipa | - Jaroslav Penc - Jaroslav Stančo - Vladimír Petlák - Josef Vondrka |

Trenér: Petr Kop

### Konečné pořadí
| XXI. | Olympijské hry     | Z | V | P | Skóre | B  |
| ---- | ------------------ | - | - | - | ----- | -- |
| 1.   | Polsko             | 6 | 6 | 0 | 18:9  | 12 |
| 2.   | SSSR               | 5 | 4 | 1 | 14:3  | 9  |
| 3.   | Kuba               | 6 | 4 | 2 | 14:7  | 10 |
| 4.   | Japonsko           | 5 | 2 | 3 | 8:9   | 7  |
| 5.   | Československo     | 6 | 4 | 2 | 13:8  | 10 |
| 6.   | Korejská republika | 6 | 2 | 4 | 10:13 | 8  |
| 7.   | Brazílie           | 5 | 2 | 3 | 8:11  | 7  |
| 8.   | Itálie             | 5 | 0 | 5 | 2:15  | 5  |
| 9.   | Kanada             | 4 | 0 | 4 | 0:12  | 4  |

## Turnaj žen
| Zlato   | Japonsko (JPN)      |
| Stříbro | Sovětský svaz (URS) |
| Bronz   | Jižní Korea (KOR)   |

Turnaj se odehrál v rámci XXI. olympijských her ve dnech 18.–30. července 1976 v Montrealu.
Turnaje se zúčastnilo 8 družstev, rozdělených do dvou čtyřčlenných skupin. První dvě postoupila do play off, týmy na třetím a čtvrtém místě hrály o 5. resp. 7. místo. Olympijským vítězem se stalo družstvo Japonska.

### Skupina A
|    |          | JPN | HUN | PER | CAN | V | P | Skóre | B |
| 1. | Japonsko | *** | 3:0 | 3:0 | 3:0 | 3 | 0 | 9:0   | 6 |
| 2. | Maďarsko | 0:3 | *** | 3:1 | 3:1 | 2 | 1 | 6:5   | 5 |
| 3. | Peru     | 0:3 | 1:3 | *** | 3:2 | 1 | 2 | 4:8   | 4 |
| 4. | Kanada   | 0:3 | 1:3 | 2:3 | *** | 0 | 3 | 3:9   | 3 |

 Japonsko -  Maďarsko 3:0 (15:6, 15:3, 15:4)
19. července 1976 (15:30) – Montreal
 Peru -  Kanada 3:2 (12:15, 15:4, 15:10, 7:15, 15:12)
19. července 1976 (19:30) – Montreal
 Japonsko -  Peru 3:0 (15:7, 15:4, 15:9)
21. července 1976 (15:30) – Montreal
 Maďarsko -  Kanada 3:1 (15:13, 15:10, 9:15, 15:9)
21. července 1976 (19:30) – Montreal
 Maďarsko -  Peru 3:1 (7:15, 15:8, 15:3, 16:14)
23. července 1976 (15:30) – Montreal
 Japonsko -  Kanada 3:0 (15:6, 15:2, 15:2)
23. července 1976 (19:30) – Montreal

### Skupina B
|    |       | URS | KOR | CUB | GDR | V | P | Skóre | B |
| 1. | SSSR  | *** | 3:1 | 3:1 | 3:2 | 3 | 0 | 9:4   | 6 |
| 2. | Korea | 1:3 | *** | 3:2 | 3:2 | 2 | 1 | 7:7   | 5 |
| 3. | Kuba  | 1:3 | 2:3 | *** | 3:1 | 1 | 2 | 6:7   | 4 |
| 4. | NDR   | 2:3 | 2:3 | 1:3 | *** | 0 | 3 | 5:9   | 3 |

 SSSR -  Korejská republika 3:1 (16:14, 12:15, 15:2, 16:14)
20. července 1976 (15:30) – Montreal
 Kuba -  NDR 3:1 (7:15, 15:5, 15: 5, 15:13)
20. července 1976 (19:30) – Montreal
 SSSR -  Kuba 3:1 (15:9, 13:15, 15:11, 15:10)
22. července 1976 (15:30) – Montreal
 Korejská republika -  NDR 3:2 (5:15, 11:15, 16:14, 15:2, 15:13)
22. července 1976 (19:30) – Montreal
 Korejská republika -  Kuba 3:2 (14:16, 15:4, 15: 8, 13:15, 15:10)
24. července 1976 (15:30) – Montreal
 SSSR -  NDR 3:2 (15:11, 13:15, 11:15, 15:5, 15:1)
24. července 1976 (19:30) – Montreal

### Semifinále
SSSR -  Maďarsko 3:0 (15:10, 15:10, 15:9)
29. července 1976 (13:00) – Montreal
 Japonsko -  Korejská republika 3:0 (15:13, 15:6, 15:5)
29. července 1976 (15:00) – Montreal

### Finále
Japonsko -  SSSR 3:0 (15:7, 15:8, 15:2)
30. července 1976 (15:00) – Montreal

### O 3. místo
Korejská republika -  Maďarsko 3:1 (12:15, 15:12, 15:10, 15:6)
30. července 1976 (13:00) – Montreal

### O 5. - 8. místo
Kuba -  Kanada 3:2 (13:15, 15:7, 14:16, 15:9, 15:3)
26. července 1976 (13:00) – Montreal
 NDR -  Peru 3:2 (15:11, 15:9, 8:15, 8:15, 15:8)
26. července 1976 (15:00) – Montreal

### O 5. místo
Kuba -  NDR 3:0 (15:12, 15:12, 15:8)
27. července 1976 (14:00) – Montreal

### O 7. místo
Peru -  Kanada 3:1 (15:9, 12:15, 15:4, 15:7)
27. července 1976 (12:00) – Montreal

### Soupisky
1.  Japonsko
| - Yuko Arakida - Takako Iida - Katsuko Kanesaka - Kiyomi Kato | - Echiko Maeda - Noriko Matsuda - Mariko Okamoto - Takako Širaiová | - Shoko Takayanagi - Hiromi Yano - Juri Yokoyama - Mariko Yoshida |

2.  SSSR
| - Larisa Bergen - Ljudmila Černyšovová - Olga Kozakova - Natalya Kushnir | - Nina Muradyan - Liliya Osadchaya - Anna Rostova - Lyubov Rudovskaya | - Inna Ryskalová - Lyudmila Shchetinina - Nina Smoleeva - Zoya Yusova |

3.  Korejská republika
| - Baik Myung-Sun - Byon Kyung-Ja - Chang Hee-Sook - Jo Hea-Jung | - Jung Soon-Ok - Lee Soon-Bok - Lee Soon-Ok - Ma Kum-Ja | - Park Mi-Kum - Yoon Young-Nae - Yu Jung-Hyae - Yu Kyung-Hwa |

### Konečné pořadí
| XXI. | Olympijské hry     | Z | V | P | Skóre | B  |
| ---- | ------------------ | - | - | - | ----- | -- |
| 1.   | Japonsko           | 5 | 5 | 0 | 15:0  | 10 |
| 2.   | SSSR               | 5 | 4 | 1 | 12:7  | 9  |
| 3.   | Korejská republika | 5 | 3 | 2 | 10:11 | 8  |
| 4.   | Maďarsko           | 5 | 2 | 3 | 7:11  | 7  |
| 5.   | Kuba               | 5 | 3 | 2 | 12:9  | 8  |
| 6.   | NDR                | 5 | 1 | 4 | 8:14  | 6  |
| 7.   | Peru               | 5 | 2 | 3 | 9:12  | 7  |
| 8.   | Kanada             | 5 | 0 | 5 | 6:15  | 5  |